# Bradysia radicum
Bradysia radicum är en tvåvingeart som först beskrevs av Enrico Adelelmo Brunetti 1912.  Bradysia radicum ingår i släktet Bradysia och familjen sorgmyggor. Inga underarter finns listade i Catalogue of Life.